# Tsutomu Nishino
Tsutomu Nishino (西野 努?, Nishino Tsutomu; Prefettura di Nara, 13 marzo 1971) è un ex calciatore giapponese, di ruolo difensore.